# Egocentrismo
L'egocentrismo è l'atteggiamento e comportamento del soggetto che pone se stesso e la propria problematica al centro di ogni esperienza, trascurando la presenza e gli interessi degli altri. La parola deriva dal termine greco ἐγώ (egò) che significa "Io". .
Una persona egocentrica non possiede la teoria della mente e non riesce a provare empatia con gli altri individui.
Jean Piaget (1896-1980) sosteneva che tutti i bambini piccoli fossero egocentrici, in quanto incapaci di differenziare il proprio punto di vista da quello altrui. Secondo Piaget il "linguaggio egocentrico", tipico dei bambini dai tre ai sei anni, accompagna le attività solitarie e i giochi simbolici e soddisfa un'intima necessità di espressione fine a sé stessa. L'egocentrismo nel linguaggio del bambino si può rilevare quando viene utilizzata insistentemente la parola "io" (egocentrismo verbale) o nel monologo collettivo (ogni bambino continua il suo discorso, incurante delle parole degli altri).
Il bambino, sempre secondo la teoria di Piaget, inizierà a superare il proprio egocentrismo con l'inizio del periodo delle operazioni concrete (dai sette ai dodici anni). Da questo momento in poi, il bambino sarà in grado di porsi dal punto di vista altrui. 
In filosofia Max Scheler all'inizio del Novecento reinterpretò la riduzione fenomenologica come messa fra parentesi dell'egocentrismo.

## Durante l'infanzia
Quando neonati e bambini piccoli iniziano a mostrare egocentrismo, apprendono che i loro pensieri, valori e comportamenti sono diversi da quelli degli altri, nota anche come teoria della mente. Inizialmente, quando i bambini iniziano ad avere interazioni sociali con gli altri, principalmente i caregiver (badanti o operatori di supporto retribuiti o non retribuiti facenti parte della rete sociale del bambino che lo aiutano nelle attività della vita quotidiana), interpretano erroneamente il fatto di essere un'unica entità, perché stanno insieme da molto tempo e gli operatori sanitari spesso provvedono ai bisogni dei bambini. 
Ad esempio, un bambino può attribuire erroneamente l'atto della madre che cerca di recuperare un oggetto a cui punta come segno che sono la stessa entità, quando in realtà sono individui separati. Già a 15 mesi i bambini mostrano un misto di egocentrismo e teoria della mente quando un agente agisce in modo incoerente con il modo in cui i bambini si aspettano che si comporti. In questo studio i bambini hanno osservato lo sperimentatore mettere un giocattolo all'interno di una delle due scatole, ma non hanno visto quando lo sperimentatore ha rimosso il giocattolo dalla scatola originale e lo ha messo nell'altra scatola, a causa dell'ostruzione di uno schermo. Quando lo schermo è stato rimosso, i bambini hanno guardato lo sperimentatore allungarsi per estrarre il giocattolo da una delle scatole, ma poiché essi non hanno visto la parte in cui avveniva la sostituzione del giocattolo, hanno osservato l'azione dello sperimentatore molto più a lungo quando ha raggiunto la scatola di fronte a quella in cui originariamente ha inserito il giocattolo. Questo non solo mostra l'esistenza della capacità di memoria dei bambini, ma dimostra anche come hanno aspettative basate sulla loro conoscenza, poiché sono sorpresi quando tali aspettative non vengono soddisfatte.
Piaget ha spiegato che l'egocentrismo durante l'infanzia non significa egoismo perché si riferisce alla comprensione del mondo da parte del bambino in termini della propria attività motoria e dell'incapacità di comprenderlo. Nello sviluppo sociale dei bambini, l'infanzia è il periodo in cui l'individuo svolge pochissime funzioni sociali a causa della preoccupazione conscia e inconscia per il soddisfacimento dei bisogni fisici.
Secondo George Butterworth e Margaret Harris, durante l'infanzia, di solito non si è in grado di distinguere tra ciò che è soggettivo e oggettivo.
Jean Piaget (1896-1980) ha sviluppato una teoria sullo sviluppo dell'intelligenza umana, descrivendo le fasi dello sviluppo cognitivo. Ha affermato che la prima infanzia è il momento del pensiero pre-operativo, caratterizzato dall'incapacità dei bambini di elaborare il pensiero logico. Secondo Piaget, uno dei principali ostacoli alla logica che i bambini possiedono include la centratura, "la tendenza a concentrarsi su un aspetto di una situazione escludendo gli altri". Un particolare tipo di centratura (in psicologia, la tendenza a concentrarsi su un aspetto saliente di una situazione e trascurare altri aspetti, possibilmente rilevanti) è l'egocentrismo. Piaget affermava che i bambini piccoli sono egocentrici, capaci di contemplare il mondo solo dalla loro prospettiva personale. Ad esempio, un bambino di tre anni ha regalato a sua madre un modellino di camion come regalo di compleanno; "aveva incartato con cura il regalo e lo aveva dato a sua madre con un'espressione che mostrava chiaramente che si aspettava che lei lo amasse". Il bambino di tre anni non aveva scelto il regalo per egoismo o avidità, ma semplicemente non si era reso conto che, dal punto di vista di sua madre, lei avrebbe potuto non apprezzare tale modellino tanto quanto lui.
Piaget si occupava di due aspetti dell'egocentrismo nei bambini: il linguaggio e la moralità. Credeva che i bambini egocentrici usassero il linguaggio principalmente per comunicare con se stessi. Piaget osservò che i bambini parlavano da soli durante il gioco e questo discorso egocentrico era semplicemente il pensiero del bambino. Credeva che questo discorso non avesse una funzione speciale; era usato come un modo per accompagnare e rafforzare l'attività attuale del bambino. Ha teorizzato che man mano che il bambino matura cognitivamente e socialmente, la quantità di linguaggio egocentrico utilizzato si sarebbe ridotta. Tuttavia, Vygotskij sentiva che il discorso egocentrico ha più significato, poiché consente la crescita del bambino nel linguaggio sociale e un elevato sviluppo mentale. Oltre alla teoria di Piaget, credeva che quando comunica con gli altri, il bambino crede che gli altri sappiano tutto sull'argomento della discussione e si senta frustrato quando gli viene chiesto di fornire ulteriori dettagli.
Piaget credeva anche che l'egocentrismo influisse sul senso della moralità del bambino. A causa dell'egocentrismo, il bambino si preoccupa solo dell'esito finale di un evento piuttosto che delle intenzioni di un altro. Ad esempio, se qualcuno rompe il giocattolo di un bambino, quest'ultimo non perdonerebbe la persona che l'ha rotto e non sarebbe in grado di capire che non aveva intenzione di romperlo. Questo fenomeno può anche essere supportato dall'evidenza dei risultati del caso di studio di Nelson, che ha studiato l'uso di motivazioni e risultati da parte dei bambini piccoli come aiuto per formare i loro giudizi morali.
Piaget ha fatto un test per indagare sull'egocentrismo chiamato "la prova delle montagne". Ha messo i bambini di fronte a una semplice catena montuosa di gesso e poi ha chiesto loro di scegliere tra quattro immagini il panorama che lui, Piaget, avrebbe visto. I bambini più piccoli di sette anni hanno scelto l'immagine del panorama che hanno visto loro stessi e sono stati quindi trovati privi della capacità di apprezzare un punto di vista diverso dal proprio. In altre parole, il loro modo di ragionare era egocentrico. Solo quando si entra nella fase concreta-operativa dello sviluppo all'età di sette-dodici anni, i bambini sono diventati meno egocentrici e hanno potuto apprezzare punti di vista diversi dal proprio. In altre parole, erano capaci di prendere una prospettiva cognitiva. Tuttavia, il test delle montagne è stato criticato per aver giudicato solo la consapevolezza visuale-spaziale del bambino, piuttosto che l'egocentrismo. Uno studio di follow-up che ha coinvolto bambole della polizia ha mostrato che anche i bambini piccoli erano in grado di dire correttamente ciò che l'intervistatore avrebbe visto. Si pensa che Piaget abbia sopravvalutato l'entità dell'egocentrismo nei bambini. L'egocentrismo è quindi l'incapacità del bambino di vedere i punti di vista degli altri, da non confondere con l'egoismo. Il bambino in questa fase dello sviluppo cognitivo presuppone che la sua visione del mondo sia la stessa di quella degli altri.
Inoltre, un esperimento più noto di Wimmer e Perner (1983) chiamato il test della falsa credenza dimostra come i bambini mostrano la loro acquisizione della teoria della mente (ToM) già a 4 anni. In questo compito, i bambini vedono uno scenario in cui un personaggio nasconde una biglia in un cesto, esce dalla scena e un altro personaggio presente tira fuori la biglia e la mette in una scatola. Sapendo che il primo personaggio non ha visto la fase di cambio, ai bambini è stato chiesto di prevedere dove avrebbe cercato il primo personaggio per trovare la biglia. I risultati mostrano che i bambini di età inferiore ai 4 anni rispondono che il personaggio guarderebbe all'interno della scatola, perché hanno una conoscenza superiore di dove si trova effettivamente la biglia. Ciò mostra un pensiero egocentrico nella prima infanzia perché i bambini pensavano che anche se il personaggio stesso non avesse visto l'intero scenario, avesse la stessa quantità di conoscenza di se stesso e quindi avrebbe dovuto guardare dentro la scatola per trovare la biglia. Quando i bambini iniziano ad acquisire la ToM, la loro capacità di riconoscere ed elaborare le convinzioni e i valori degli altri prevale sulla naturale tendenza all'egocentrismo.

## Durante l'adolescenza
Sebbene la maggior parte della ricerca completata sullo studio dell'egocentrismo si concentri principalmente sullo sviluppo della prima infanzia, è stato riscontrato che si verifica anche durante l'adolescenza. David Elkind è stato uno dei primi a scoprire la presenza dell'egocentrismo nell'adolescenza e nella tarda adolescenza. Sostiene che "il giovane adolescente, a causa della metamorfosi fisiologica che sta subendo, si preoccupa principalmente di se stesso. Di conseguenza, poiché non riesce a distinguere tra ciò a cui pensano gli altri e le sue preoccupazioni mentali, presume che le altre persone siano ossessionate da il suo comportamento e il suo aspetto come lui stesso." Ciò dimostra che l'adolescente sta esibendo egocentrismo, lottando per distinguere se, in realtà, gli altri gli siano affezionati o meno. Gli adolescenti si considerano "unici, speciali e molto più socialmente significativi di quanto non siano in realtà".
Elkind ha anche creato termini per aiutare a descrivere i comportamenti egocentrici esibiti dalla popolazione adolescenziale come quello che chiama un "pubblico immaginario" (uno stato psicologico in cui un individuo immagina e crede che moltitudini di persone lo stiano ascoltando o guardando con entusiasmo), la "favola personale" (pensando a se stesso come al centro dell'attenzione, l'adolescente arriva a credere che sia perché è speciale e unico) e la "favola dell'invincibilità" (un modo di pensare egocentrico caratterizzato da una convinzione di indistruttibilità).
Di solito quando un adolescente egocentrico sperimenta un pubblico immaginario, implica la convinzione che ci sia un pubblico affascinato e costantemente presente al punto da essere eccessivamente interessato all'individuo egocentrico. La favola personale si riferisce all'idea che molti adolescenti credano che i loro pensieri, sentimenti ed esperienze siano unici e più estremi di quelli di chiunque altro. Nella favola dell'invincibilità, l'adolescente crede nell'idea di essere immune alla sfortuna e di non poter essere danneggiato da cose che potrebbero "sconfiggere" una persona normale. L'egocentrismo nell'adolescenza è spesso visto come un aspetto negativo della loro capacità di pensiero perché gli adolescenti non sono in grado di funzionare efficacemente nella società a causa della loro versione distorta della realtà e del cinismo.
Ci sono vari motivi per cui gli adolescenti sperimentano l'egocentrismo:
- Gli adolescenti si trovano spesso di fronte a nuovi ambienti sociali (ad esempio, l'inizio della scuola secondaria) che richiedono all'adolescente di proteggere se stesso, il che può portare all'egocentrismo[29].
- Lo sviluppo dell'identità dell'adolescente può portare l'individuo a sperimentare alti livelli di unicità che successivamente diventa egocentrico, e questo si manifesta come la favola personale[30].
- Il rifiuto dei genitori può portare gli adolescenti a sperimentare alti livelli di autocoscienza, che possono portare all'egocentrismo[31].

Le differenze di genere sono state trovate nel modo in cui si manifesta l'egocentrismo. Transient Self, come definito da Elkind e Bowen nel 1979, si riferisce all'immagine impermanente di sé che è principalmente relativa a comportamenti una tantum e aspetto temporaneo, e, le adolescenti hanno una maggiore tendenza a considerarsi diverse dagli altri, e tendono ad essere più imbarazzati in situazioni che comportano imbarazzi momentanei (ad esempio andare a una festa con un brutto taglio di capelli), rispetto ai loro coetanei maschi. Un altro studio condotto da Goossens e Beyers (1992) utilizzando strumenti di misurazione simili ha rilevato che i ragazzi hanno convinzioni più forti di essere unici, invulnerabili e talvolta onnipotenti, che sono caratteristiche tipiche della favola personale. Questo esemplifica ancora una volta l'idea che l'egocentrismo sia presente anche nella tarda adolescenza.
I risultati di altri studi sono giunti alla conclusione che l'egocentrismo non si presenta in alcuni degli stessi modelli che è stato trovato in origine. Studi più recenti (degli anni 2000) hanno scoperto che l'egocentrismo è prevalente negli ultimi anni di sviluppo a differenza delle scoperte originali di Piaget che suggerivano che l'egocentrismo è presente solo nello sviluppo della prima infanzia. L'egocentrismo è particolarmente dominante nella prima adolescenza, in particolare quando gli adolescenti incontrano nuovi ambienti, come una nuova scuola o un nuovo gruppo di coetanei.
Inoltre, per tutta l'adolescenza l'egocentrismo contribuisce allo sviluppo dell'identità personale; al fine di raggiungere l'identità personale, gli adolescenti attraversano diversi percorsi di fasi di "crisi" e "impegno", e si è scoperto che un maggiore raggiungimento dell'identità personale è correlato a un egocentrismo accresciuto.

## Durante l'età adulta
È stato riscontrato che la prevalenza dell'egocentrismo nell'individuo diminuisce tra i 15 ei 16 anni. Tuttavia, anche gli adulti sono suscettibili di essere egocentrici o di avere reazioni o comportamenti che possono essere classificati come egocentrici.
Frankenberger ha testato adolescenti (14-18 anni) e adulti (20-89) sui loro livelli di egocentrismo e autocoscienza. È stato riscontrato che le tendenze egocentriche si erano estese alla prima età adulta e queste tendenze erano presenti anche nella mezza età adulta.
Baron e Hanna hanno esaminato 152 partecipanti e testato per vedere come la presenza della depressione influenzasse l'egocentrismo. Hanno testato adulti di età compresa tra 18 e 25 anni e hanno scoperto che i partecipanti che soffrivano di depressione mostravano livelli di egocentrismo più elevati rispetto a quelli che non ne soffrivano.
Infine, Surtees e Apperly hanno scoperto che quando agli adulti veniva chiesto di giudicare il numero di punti che vedevano e il numero di punti che vedeva l'avatar nella simulazione al computer, la presenza dell'avatar interferiva con il giudizio dei partecipanti durante le prove. Nello specifico, queste erano le prove in cui il numero di punti visti dal partecipante era incoerente rispetto al numero di punti visti dall'avatar. Tale effetto sui partecipanti è diminuito quando l'avatar è stato sostituito con una semplice linea gialla o blu, il che ha concluso che in qualche modo l'avatar con un attributo personale ha implicitamente indotto i partecipanti a includere la sua "visione" nel proprio processo decisionale. Detto questo, hanno commesso più errori quando hanno visto suggerimenti come "l'avatar vede N" quando N era il numero di punti che il partecipante ha visto e non l'avatar, il che dimostra che il pensiero egocentrico è ancora predominante nel dare giudizi rapidi, anche se il gli adulti sono ben consapevoli che i loro pensieri potrebbero differire dagli altri.

## Nella filosofia
La filosofia di Emmanuel Lévinas ha ribaltato completamente l'egocentrismo della filosofia moderna, introdotto dal Cogito, ergo sum di Cartesio.
Sulla stessa scia della scuola personalista dialogica si collocano anche autori come Emmanuel Mounier e Martin Buber.